# Karl-Heinz Handschuh
Karl-Heinz Handschuh (* 30. November 1947 in Reichenbach an der Fils) ist ein ehemaliger Fußballspieler, der von 1966 bis 1980 bei den Vereinen VfB Stuttgart und Eintracht Braunschweig in der Bundesliga 358 Spiele absolvierte und dabei 86 Tore erzielte.

## Laufbahn

### Jugend und Anfang in der Bundesliga, bis 1967
Von seinem Heimatverein VfB Reichenbach kam Karl-Heinz Handschuh, dessen Vater bei den Stuttgarter Kickers gespielt hatte, in die Jugendabteilung des VfB Stuttgart. Dort hatte sein Onkel Horst in Nachwuchs und Reserve gekickt.
Er spielte als A-Jugendlicher in der Saison 1965/66 in der U-18 des DFB. Zusammen mit VfB-Mitspieler Horst Köppel bildete er erstmals am 7. November 1965 in Belgrad gegen Jugoslawien den rechten Flügel der DFB-Elf. Im Mai 1966 war er beim UEFA-Juniorenturnier, der inoffiziellen Europameisterschaft dieser Altersklasse, am Ball. Am 29. Juni 1966 verabschiedete er sich mit dem Länderspiel gegen Schweden in Kassel aus der westdeutschen U-18.
Das Offensivtalent – er war ein technisch gut ausgebildeter Dauerläufer mit Spielmacherqualitäten – wurde zur Saison 1966/67 – wie auch Horst Köppel – aus der Jugendabteilung in den Lizenzspielerkader des VfB übernommen. Weiterhin kamen zur Mannschaft von Trainer Rudi Gutendorf die internationalen Neuzugänge Gilbert Gress und Bo Larsson. Sein Debüt in der Bundesliga absolvierte Handschuh am 1. Oktober 1966 beim 0:0-Remis im Wedau-Stadion gegen den MSV Duisburg. Nach der 1:4-Niederlage am 3. Dezember 1966 – es war der 15. Spieltag – beim Tabellenletzten Karlsruher SC – Köppel und Handschuh bildeten den rechten Flügel des VfB – wurde Trainer Gutendorf entlassen und ab dem 7. Dezember durch den Altinternationalen Albert Sing ersetzt. Mit 33:35 Punkten belegten die Stuttgarter nach einer enttäuschenden Runde den 12. Platz und Handschuh hatte in nur sieben Einsätzen mit drei Treffern sein Talent unter Beweis stellen können.

### Stammspieler beim VfB Stuttgart, 1967 bis 1974
Unter Trainer Gunther Baumann schaffte das Mittelfeldtalent an der Seite von Gilbert Gress in seiner zweiten Bundesligasaison 1967/68 den Durchbruch. Handschuh kam in 26 Spielen auf elf Tore und der VfB war auf den achten Rang geklettert. Seine Leistung wurde durch die Berufung in die U-23-Auswahl für das Länderspiel am 3. Juni 1968 in Kassel gegen England (0:1) belohnt. In den zwei Spielzeiten 1970/71 und 1971/72 lernte er die Trainingsarbeit von Branko Zebec kennen, bevor ab 1972 Hermann Eppenhoff das Traineramt in Stuttgart bei der Mannschaft mit dem roten Brustring ausübte. Mit einem 4:3-Auswärtserfolg bei Borussia Mönchengladbach – mit zwei Handschuh-Treffern – beendete der VfB Stuttgart am 9. Juni 1973 die Runde 1972/73. Stuttgart stand damit auf dem sechsten Tabellenplatz und hatte sich für den UEFA-Pokal der Runde 1973/74 qualifiziert. Handschuh war mit 13 Treffern interner Torschützenkönig geworden, vor Hans Ettmayer, Wolfgang Frank und Horst Köppel die jeweils elf Tore erzielt hatten.
Am 14. November 1972 absolvierte Handschuh sein erstes Spiel in der B-Nationalmannschaft des DFB. In Winterthur gewann die deutsche Mannschaft mit 3:1 Toren das Länderspiel gegen die Schweiz. Im Angriff stürmten Ottmar Hitzfeld, Köppel, Klaus Wunder, Handschuh und Dieter Herzog.
Aus finanziellen Gründen konnte der VfB um Präsident Hans Weitpert vor der Runde 1973/74 die Angreifer Wolfgang Frank, Horst Köppel und Dieter Schwemmle nicht halten und rekrutierte den Ersatz mit Hermann Ohlicher (FV Ravensburg), Heinz Stickel (07 Ludwigsburg) und den drei eigenen Amateuren Markus Elmer, Klaus Jank und Eckhart Müller komplett aus dem Amateurlager, sowie mit Bernd Martin und Arno Schäfer zusätzlich aus der eigenen Jugend. In der Bundesliga führte dieses Wagnis mit 31:37 Punkten auf den neunten Rang. Die erfahrenen Spieler Gerhard Heinze, Willi Entenmann, Manfred Weidmann, Reinhold Zech, Hans Ettmayer, Roland Mall, Dieter Brenninger und Handschuh mit 32 Einsätzen mit sechs Toren hatten dieses Abschneiden im Verbund mit den zwei neuen Stürmern Ohlicher (17 Tore) und Stickel (12 Tore) zum Tragen gebracht. Erstaunlicherweise drangen Handschuh und Kollegen im UEFA-Cup nach Erfolgen gegen Nikosia, Tatran Presov, Dynamo Kiew und Vitoria Setubal bis in das Halbfinale gegen Feyenoord Rotterdam vor. Die Mannschaft von Trainer Wiel Coerver setzte sich aber im April 1974 gegen den VfB Stuttgart durch und gewann schließlich auch gegen Tottenham Hotspur im Mai den UEFA-Cup. Handschuh hatte im europäischen Wettbewerb neun Spiele absolviert und drei Tore für den VfB erzielt. Nach Unstimmigkeiten über neue Vertragsmodalitäten wechselte er im Sommer 1974 zum Bundesligarückkehrer Eintracht Braunschweig. Von 1966 bis 1974 hatte Karl-Heinz Handschuh für den VfB Stuttgart 185 Bundesligaspiele absolviert und dabei 64 Tore erzielt.

### Eintracht Braunschweig, 1974 bis 1980
Handschuh, der in der Vorbereitung schon beim zweiten Aufsteiger Tennis Borussia Berlin trainiert hatte, wurde rasch zum spielerischen Kopf der Eintracht-Mannschaft und absolvierte für das Team von Trainer Branko Zebec in den ersten zwei Runden alle 68 Bundesligaspiele und errang 1975/76 den fünften Rang und damit den Einzug in den UEFA-Cup der Runde 1976/77. Zebec stand für ausgezeichnete körperliche Verfassung, diszipliniertes taktisches Verhalten, Raumdeckung mit stürmenden Außenverteidigern, einem Vierermittelfeld in der Regel mit Wolfgang Dremmler, Dietmar Erler, Aleksandar Ristić und Spielmacher Handschuh sowie den zwei torgefährlichen Angreifern Wolfgang Frank und Bernd Gersdorff. Der Publikumsliebling Danilo Popivoda konnte durch Verletzungsfolgen nur in 15 Spielen 1976 sein außergewöhnliches Können demonstrieren. Auch der DFB registrierte den spielerischen Aufschwung der Mannschaft vom Stadion an der Hamburger Straße und nominierte Handschuh und Mannschaftskamerad Gersdorff für das B-Länderspiel am 8. Oktober 1975 in Duisburg gegen Rumänien.
Zum Höhepunkt wurde das dritte Jahr in Braunschweig, die Saison 1976/77. Die Braunschweiger gingen mit 23:11 Punkten auf dem zweiten Platz in die Rückrunde. Am Saisonende wurden sie mit einem Punkt Rückstand zu Meister Borussia Mönchengladbach, punktgleich hinter dem Vizemeister Schalke 04, Dritter. Das war die beste Platzierung die Handschuh in der Bundesliga jemals erreichte. Im UEFA-Cup war er mit Braunschweig von 1976 bis 1978 gegen Holback BK, Espanol Barcelona, Dynamo Kiew, Start Kristiansand und PSV Eindhoven aktiv. Sein letztes Bundesligaspiel bestritt er am 12. April 1980 bei der 0:2-Heimniederlage gegen den VfB Stuttgart. Braunschweig stieg 1980 aus der Bundesliga ab. Von 1974 bis 1980 hatte Handschuh für die Eintracht 173 Spiele absolviert und 22 Tore erzielt.
Zur Runde 1980/81 kehrte der 32-jährige Schwabe nach Baden-Württemberg zurück und schloss sich dem FV Offenburg an und beendete damit seine Karriere im Profifußball. Sein Sohn Steffen Handschuh war kurzzeitig ebenfalls Profifußballer beim VfB Stuttgart.